# Афінський морський союз

Перший афінський морський союз у 431 році до н. е.

Афі́нський морськи́й сою́з — одне з найбільших міждержавних утворень Стародавньої Греції під гегемонією Афін.

## Передумови
В 9 — 8 ст. до н. е. в процесі розкладу родового ладу відбулось об'єднання окремих общин Аттики навколо Афін. У 8 — 7 ст. до н. е. владу в Афінах захопила родова аристократія (євпатриди), яка замінила басилевса і народні збори обраними зі свого середовища архонтами і посилила роль аристократичної ради — ареопагу.
В цей період в Афінах виникає так зване боргове рабство. Внаслідок реформ Солона, тиранії Пісістрата і реформ Клісфена (6 ст. до н. е.) влада євпатридів була ліквідована, експропрійовані ними землі повернені збіднілим селянам, а боргове рабство скасоване. Афіни стали державою рабовласницької демократії, яку очолювала обрана народними зборами громадян рада 500, геліея (суд присяжних) і колегія з 10 стратегів. Права й обов'язки громадян визначалися за майновим цензом. Експлуатація привозних рабів, чисельність яких в Аттиці збільшувалась, стала основною формою виробничих відносин.

## Перший Афінський морський союз
Подальший розвиток Афін тісно пов'язаний зі зростанням їхньої морської могутності, з перемогою у греко-перських війнах, організацією Першого Афінського морського союзу, відомого також як Делоський союз і створенням Афінської морської держави. Цей союз існував у 478/477 — 404 до н. е. та був названий за островом Делосом, на якому відбувались збори союзних держав.
Найвищий розквіт Афінської держави і піднесення її могутності припадає на час правління Перікла (444—429 до н. е.). Афінська конституція цього періоду не зазнала помітних змін, але з ліквідацією майнового цензу і введенням оплати державних посад всі корінні громадяни Аттики чоловічої статі мали право брати участь в управлінні державою. Афіни перетворилися на центр не лише економічного і політичного, але й культурного життя Давньої Греції. За часів Перікла жили такі видатні вчені, письменники і художники, як Геродот, Анаксагор, Софокл, Фідій та ін. Було відбудовано Акрополь, споруджено Парфенон, Пропілеї, Одеон.
Афінська демократія на той час була прогресивним суспільним явищем, але відзначалась паразитичним характером. Її матеріальну основу становили експлуатація рабів та союзних міст-держав (їх було близько 200), що входили до складу Афінської морської держави. Агресивна зовнішня політика союзу, спрямована на встановлення гегемонії в Греції, панування в інших районах Середземномор'я, наштовхнулась на сильного суперника — Спарту і зрештою привела до Пелопоннеської війни (431—404 до н. е.), що закінчилась поразкою Афін і розпадом Делоського союзу.

## Другий Афінський морський союз
В 4 ст. до н. е. Афінський союз переживав глибоку кризу. Його спроби відновити свою могутність шляхом утворення Другого Афінського морського союзу (378—355 до н. е.) успіху не мали. 338 до н. е. Афінська держава, разом з іншими державами Греції, була завойована Македонією.
Другий союз (Сіммахія) був створений з метою боротьби за панування в Егейському морі і чорноморських протоках, опанування північними ринками збуту і джерелами сировини, особливо районів Фракії і Причорномор'я, в чому були дуже зацікавлені Афіни, Візантій, острівні поліси Егейського моря (Хіос, Родос, Мітилена та ін.).
Завданням союзу було також протидія Спарті як у її прагненні ліквідувати демократичні порядки в грецьких полісах, так і у встановленні її гегемонії в Греції. Він був створений всупереч умовам Анталкідова миру 387 до н. е. У 374 р. число членів союзу досягло 70. Спарта договорами 374 і 371 рр. була змушена визнати існування Другого Афінського морського союзу після низки запеклих військових зіткнень з ним.
Союз був заснований на демократичніших засадах у порівнянні з Делосським союзом. На чолі його було поставлено два рівноправних органи: синедріон (рада) союзників і Афінські народні збори, причому фінансами союзу відав синедріон, який встановлював розміри добровільних асигнувань для кожного члена.
Однак великодержавницькі прагнення Афін, що проявлялися з 360-х, а також посягання на права союзників призвели до повстання проти Афін їх більшої частини і до так званих союзницьких воєн 357—355 до н. е., результатом яких був розпад Союзу. Офіційно він був розпущений македонським царем Філіппом II після битви при Херонії (в 338 до н. е.).